# Paximadia-Inseln

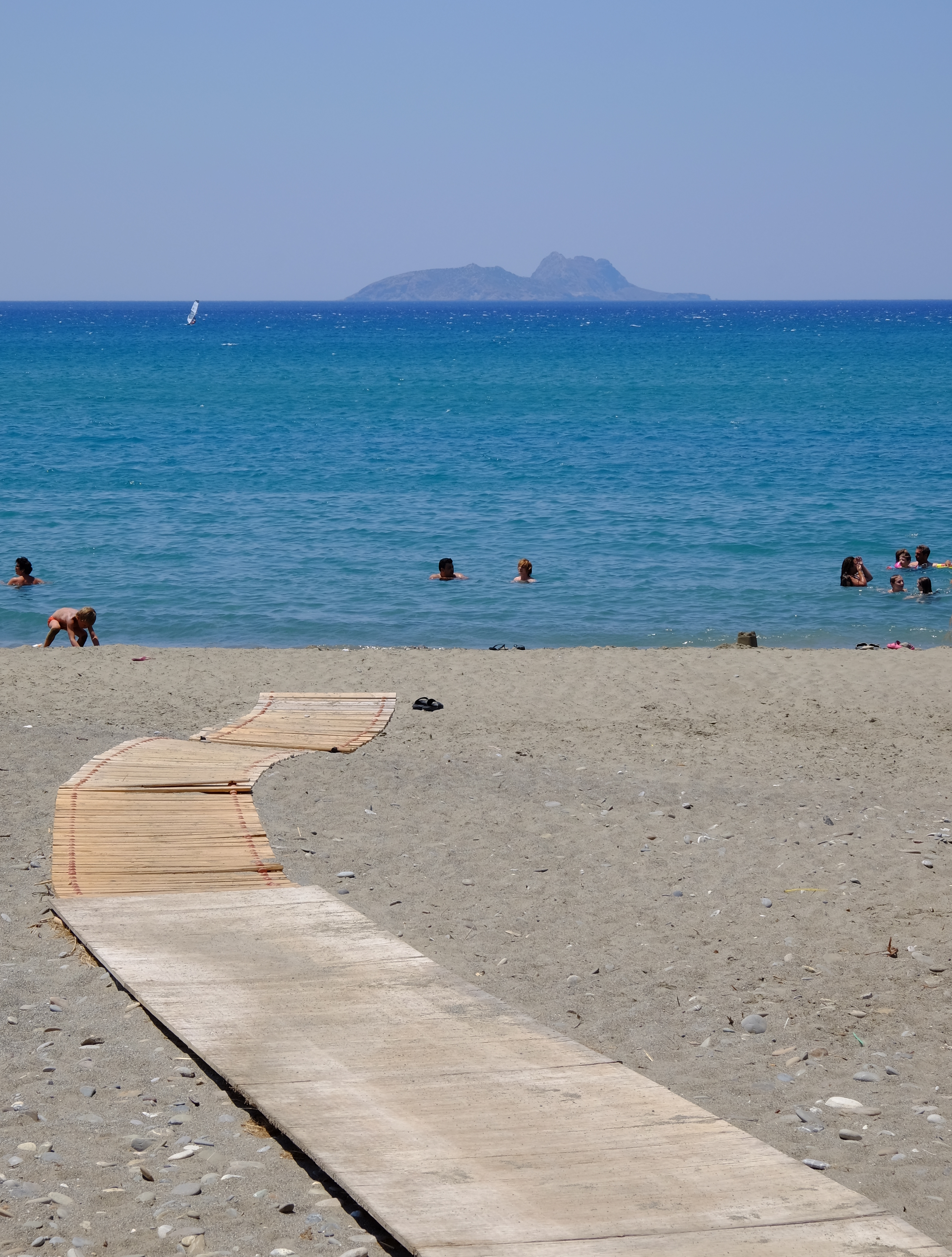
Blick von Kokkinos Pirgos auf den „kleinen Elefant“

Die Paximadia-Inseln (griechisch παξιμάδια (n. pl.), „Zwieback-Inseln“) sind zwei unbewohnte Inseln in der Bucht der Messara-Ebene, gelegen etwa zehn Kilometer vor der Küste des südlichen Kreta. Vor dem Westende ragt ein alleinstehender Fels turmartig aus dem Meer, aber zu klein, um von einer dritten Insel zu sprechen, ebenso wie ein weiterer zwischen den Inseln gelegener Fels. Sie gehören zur Ortsgemeinschaft Saktouria. Die Inseln wurden nach dem Paximadi benannt, weil sie aus der Ferne ähnlich aussehen sollen wie dieser griechische Zwieback. Da die Inseln von Osten wie ein Elefantenbaby mit Rüssel im Westen, von dem nur der obere Teil aus dem Wasser schaut, aussehen sollen, werden die Inseln auch Elefantaki (griechisch Ελεφαντάκι (n. sg.) kleiner Elefant) genannt.

## Beschreibung
Die längliche, westlich gelegene Insel heißt Megalo Paximadi (griechisch Μεγάλο Παξιμάδι, Groß-Paximadi) und die östliche heißt Mikro Paximadi ( Μικρό Παξιμάδι, Klein-Paximadi). Die größere Insel wird auch Paximadi Ena (griechisch Παξιμάδι ένα, Paximadi Eins) und die kleinere Paximadi Dio (griechisch Παξιμάδι δύο, Paximadi Zwei) genannt. In seinem Roman „Der kretische Gast“ nennt Klaus Modick die größere Insel
Sakolévas (griechisch Σακολέβα = Sakoleva) und die kleinere Akoníza (griechisch Ακονιζά = Breitblättriger Klebalant). Die fast vegetationslosen Felseninseln sind relativ bekannt, da sie von einem großen Abschnitt der Südküste Kretas aus gesehen werden können. Die westliche der beiden erreicht eine Höhe von immerhin 252 Metern und misst 0,677 km², die östliche ist nur 166 Meter hoch und bedeckt eine Fläche von 0,566 km². Für eine Besiedlung der Inseln in früherer Zeit gibt es keine Belege.

## Mythologie
In antiker Zeit waren die Inseln der Göttin Leto geweiht und wurden Letoa (altgriechisch Λητῴα) oder Letoai (altgriechisch Λητῴαι) genannt. Nach lokaler Überlieferung soll Leto hier die Zwillinge Artemis und Apollon geboren haben. Nach einer Version der Geschichte um Daidalos und Ikarus wurden die beiden auf den Paximadia-Inseln gefangen gehalten. Daidalos konstruierte Flügel mit denen sie schließlich von den Inseln fliehen konnten.

## Trivia
Die Paximadia-Inseln spielen eine zentrale Rolle in dem Roman „Der kretische Gast“ von Klaus Modick.